# Caroline Harrison

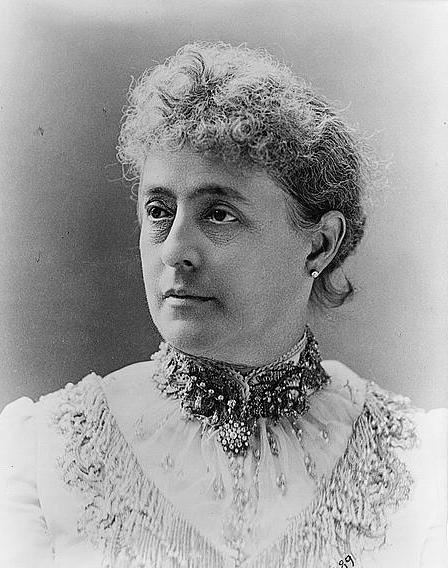
Caroline Harrison

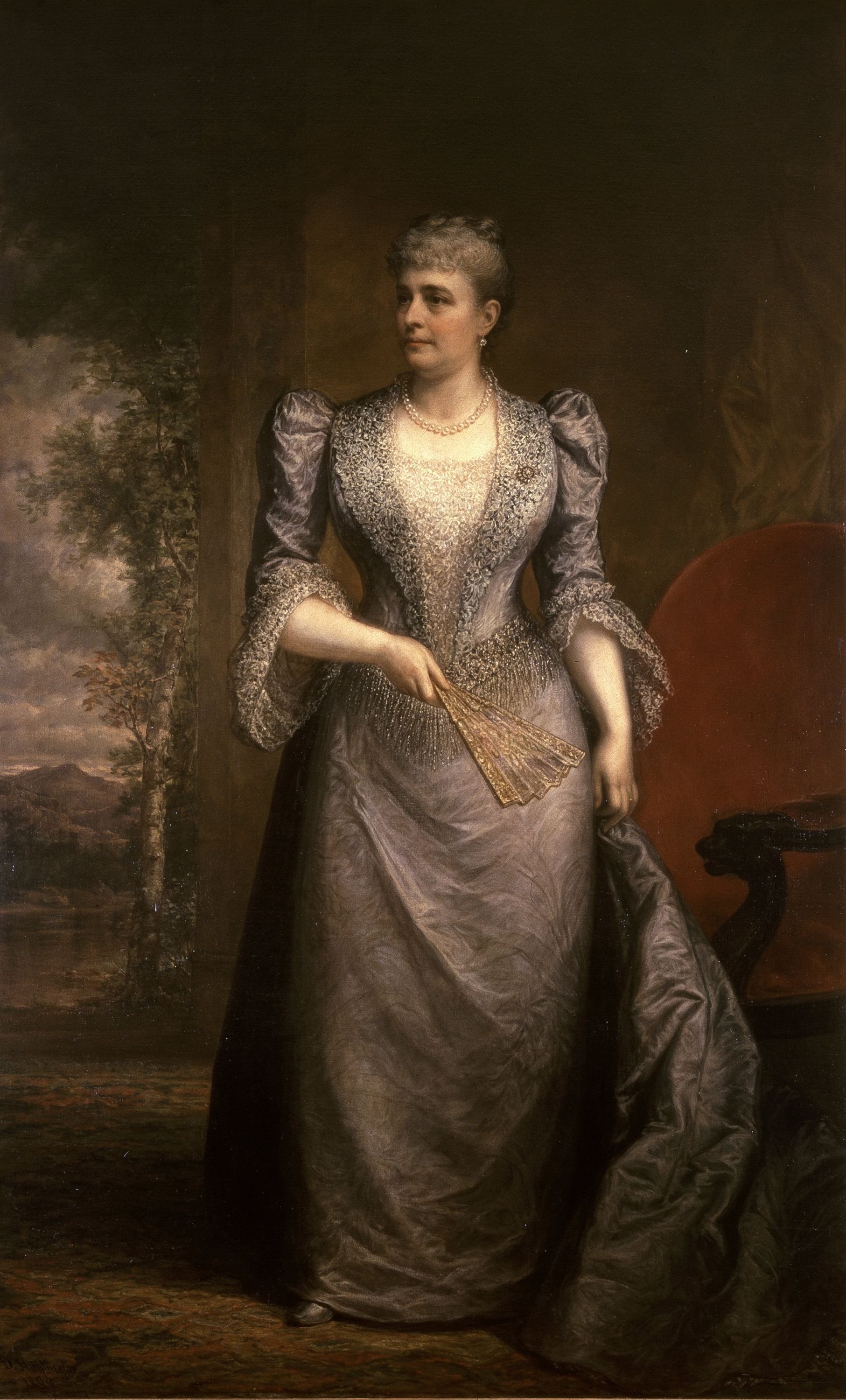
Offizielles Porträt des Weißen Hauses aus dem
Jahr 1894

Caroline Lavinia „Carrie“ Scott Harrison (* 1. Oktober 1832 in Oxford, Ohio als Caroline Lavinia Scott; † 25. Oktober 1892 in Washington, D.C.) war die Ehefrau von US-Präsident Benjamin Harrison und die First Lady der Vereinigten Staaten von 1889 bis zu ihrem Tod.
Ihr Spitzname lautete „Carrie“. Sie war die zweite Tochter von Mary Potts Neal und Reverend John W. Scott. Am 20. Oktober 1853 heiratete sie den Jurastudenten und späteren Präsidenten Benjamin Harrison. Das Paar hatte zwei Kinder: Russel Benjamin (1854–1936) und Mary Scott (1858–1930).
Caroline erkrankte während ihrer Zeit als First Lady an Tuberkulose und starb wenige Wochen, bevor ihr Ehemann die Wahl für eine zweite Amtszeit verlor. Für die verbleibenden Monate von Harrisons Amtszeit fungierte ihre Tochter Mary Harrison McKee als First Lady.